# Li (mytologiskt väsen)
Li är i kinesisk mytologi ett väsen som skapar ordning. En eldgud enligt vissa källor.